# Episinus bigibbosus
Episinus bigibbosus là một loài nhện trong họ Theridiidae.
Loài này thuộc chi Episinus. Episinus bigibbosus được Octavius Pickard-Cambridge miêu tả năm 1896.